# فریتس راینر
فریتس راینر (مجاری: Fritz Reiner؛ ‏ ۱۹ دسامبر ۱۸۸۸ – ۱۵ نوامبر ۱۹۶۳) آهنگساز، موسیقی‌دان و رهبر ارکستر برجستهٔ اهل مجارستان و ایالات متحده آمریکا بود.
او در «آکادمی فرانتس لیست» به فراگیری پیانو پرداخت و در دو سالِ آخرِ تحصیلش از شاگردانِ بلا بارتوک بود. وی در سال ۱۹۲۲ میلادی به ایالات متحده آمریکا مهاجرت کرد و در سال ۱۹۲۸ میلادی به تابعیت این کشور درآمد.
راینر مدتی مدرسِ موسیقی در مؤسسه موسیقی کرتیس بود و «لئونارد برنستاین» و «لوکاس فاس» از شاگردانش در این مرکز آموزشی بودند.
وی مدتی رهبرِ «ارکستر سمفونی سینسیناتی»، «ارکستر سمفونی پیتزبورگ» و ارکستر «تالار اپرای متروپولیتن نیویورک» بود.
فریتس راینر در دههٔ ۵۰ و اوایل دههٔ ۶۰ میلادی، رهبرِ ارکستر سمفونیک شیکاگو بود.